# Геотехнології (журнал)
«Геотехнології» — науковий журнал про результати наукових досліджень у галузі свердловинних, шахтних та інших гірничих геотехнологій. Видається з 2018 року Національним технічним університетом «Харківський політехнічний інститут»  за участі редакції Гірничої енциклопедії. 
Серед членів редколегії: Білецький B.C., Фик І. М., Суярко В. Г., Бондаренко В. І.,Гайко Г. І.,